# ميك سلافن
ميك سلافن (بالإنجليزية: Mick Slaven)‏ هو عازف قيثارة بريطاني، ولد في 4 ديسمبر 1961.

## وصلات خارجية
- ميك سلافن على موقع ميوزك برينز (الإنجليزية)
- ميك سلافن على موقع ديسكوغز (الإنجليزية)